# Mehmed Said Galip Pascià
Mehmed Said Galip Pascià (Istanbul, 1763 – Balıkesir, 1829) è stato un politico e diplomatico ottomano.
Figlio di un dignitario di corte, di secondo ordine, che sostituì alla sua morte (1774 o 1775), ricoprì successivamente diversi incarichi. Il 25 giugno del 1802 firmò come plenipotenziario il trattato di Parigi che stabilì la pace tra la Francia e l'Impero ottomano dopo la spedizione francese in Egitto. Nel 1803 ricoprì altri incarichi fino alla morte di Selim III il 29 maggio 1807. Fuggì quindi a Rusçuk, ma poco dopo (21 luglio) fu nominato Nişancı e incaricato di negoziare un armistizio con la Russia. Accettò l'incarico a Slobozia il 24 agosto 1807. Ricevette quindi un'alta carica (Reis ül-Küttab) che mantenne anche quando Mustafa IV (28 luglio) fu deposto e sostituito da Mahmut II, fino al 1811 quando fu nominato Kethüda del Gran Visir ed incaricato di negoziare con la Russia i termini di pace nella guerra (che era stata ripresa nell'ottobre 1808) e firmò il Trattato di Bucarest del 28 maggio 1812. Tornò al suo precedente alto incarico (22 gennaio 1814) che però gli fu revocato in luglio.
Nei successivi 9 anni fu esiliato lontano dalla capitale, a causa dell'ostilità di Halet Efendi che era molto influente a corte. Con l'incarico di Visir e con il grado di pascià, fu governatore di diverse province dell'Anatolia, la sua ultima destinazione fu Konya nel giugno 1821; poté tornare nella capitale solo quando il suo nemico fu giustiziato nel novembre 1822.
Fu nominato comandante della parte europea del Bosforo intorno al 20 settembre 1823, ma fu presto promosso Gran Visir il 4 dicembre. Dovette fronteggiare la rivolta greca e incaricò Muhammad Ali d'Egitto di soffocarla. Fu revocato dall'incarico il 14 settembre, 1824, quando espresse dei dubbi sulla proposta del sultano di abolire il corpo dei giannizzeri. Fu inviato a Erzerum come wali (febbraio / marzo 1825) dove cercò di resistere ai russi durante la guerra russo-turca  del 1828. Non riuscì ad impedire la caduta di Kars il 15 luglio, perse quindi la carica di governatore alla fine del 1828 e per punizione fu mandato in esilio nei Balcani dove morì nel 1829 o 1830.